# Isola Malpelo
L'isola Malpelo (Isla de Malpelo) è un'isola situata nell'oceano Pacifico a 506 km dalle coste della Colombia, rinomata per le immersioni tra gli squali ("shark diving").
Nel 2006 l'isola è stata inserita nell'elenco dei patrimoni dell'umanità dell'UNESCO.

## Geografia e storia
L'isola è composta da scogli e ripide rocce culminanti in tre alti picchi. Una guarnigione militare colombiana è dislocata sull'isola dal 1986. Nel 1995 il governo incluse il santuario dedicato alla flora e fauna di Malpelo (Santuario de Fauna y Flora Malpelo) nel proprio sistema di parchi nazionali naturali.
Nel 2004 Costa Rica, Panama, Ecuador e Colombia hanno sottoscritto la dichiarazione di San José (Declaración de San José), nella quale si stabilisce il "Corridoio marino di conservazione del Pacifico orientale tropicale", delimitato dalle isole Cocco, Galápagos, Malpelo, Coiba e Gorgona, per la protezione e l'uso sostenibile della biodiversità marina.
Nel 2005 l'estensione dell'area marina del santuario è stata ampliata di circa tredici volte, passando quindi da un raggio di 6 a 25 miglia nautiche e divenendo così la nona area marina protetta più estesa del mondo.
Malpelo è ritenuta un paradiso per le popolazioni di squali: tra le altre specie, grandi branchi di squali martello, squali seta e cagnacci.